# Lac Alaotra
Der Alaotra-See (französisch Lac Alaotra, Malagasy Farihin’ Alaotra) ist der größte See auf Madagaskar.

## Beschreibung
Er liegt in einer der seismisch aktivsten Regionen Madagaskars auf einer Höhe von 750 m ca. 100 km von der Ostküste Madagaskars entfernt in der Alaotra-Mangoro-Region (vormals Toamasina) in dem Grabenbruch zwischen dem zentralen Hochland und der Ostküste Madagaskars, der von Ambatondrazaka und Amparafaravola in Richtung Antananarivo verläuft. Der Name Alaotra leitet sich von dem indonesischen Wort für „Meer“ ab.
Der See hat eine Fläche von 220 km² und überflutet in der Regenzeit weitere ca. 350 km² im Süden und Westen. Er hat die grobe Form eines Bumerangs und liegt in einem riesigen Feuchtgebiet, das intensiv für Reisanbau verwendet wird. Das Tal ist eines der Zentren auf Madagaskar, wo Lavakas vorkommen, eine besondere Form von Bodenerosion. Diese durch Rodung, Überweidung und Abbrennen von Weiden begünstigte Erosionsform führt dazu, dass der ohnehin flache See (durchschnittliche Tiefe ca. 2 m) zunehmend verlandet.
Der See wird von einer Vielzahl an kleineren Flüssen gespeist. Der Hauptzufluss ist der Sahabe, der diesen als Maningory entwässert und nach 260 km in den Indischen Ozean mündet.

## Fauna und Flora
Zu den Besonderheiten der Fauna des Lac Alaotra zählt eine hohe Konzentration von Madagaskarenten, eine auf Madagaskar endemische Schwimmentenart, deren Bestände in den letzten Jahren stark zurückgegangen sind. Der auf dem Alaotra-See endemische Delacour-Zwergtaucher ist höchstwahrscheinlich ausgestorben. Auch die Zahl an Madagaskar-Zwergtauchern, die hier in historischer Zeit beheimatet waren, sind stark zurückgegangen. Daneben kommt eine Primatenart, der Alaotra-Bambuslemur, nur im Schilfgürtel rund um den See vor. Ein weiteres am See endemisches Tier ist Salanoia durrelli aus der Familie der Madagaskar-Mangusten.

## Abflussverhalten
Der Alaotrasee fungiert mit seinen weiten Sumpf- und Reisanbaugebieten als Abflusspuffer. Er speichert die Monsun Niederschläge und gibt sie zeitversetzt an den Maningory ab. Im nachfolgenden Diagramm ist das Abflussverhalten zwischen den Jahren 1945 und 1979 grafisch dargestellt.